# Observatorio de Nihondaira
El Observatorio de Nihondaira (Estación Oohira) es un observatorio astronómico localizado en la colina Nihondaira de la que toma el nombre, ubicada junto a la localidad de Shimizu, Shizuoka, Japón. Desde allí fueron descubiertos numerosos planetas menores por el astrónomo Takeshi Urata.
En 2007, el observatorio estuvo clasificado en el puesto 43 por el número de asteroides descubiertos, con un total de 163, pero desde entonces su clasificación descendió rápidamente debido a que la parte superior de la tabla fue copada por un grupo de 50 observatorios que habían descubierto más de 400 objetos cada uno en 2016. El código de la Unión Astronómica Internacional para el observatorio es el 385.

## Eponimia
- El asteroide (2880) Nihondaira,[6] descubierto por el astrónomo Tsutomu Seki, lleva este nombre en honor de este observatorio.[3] Debido a su ubicación, a menudo es denominado Shizuoka.